# Niina Sarias
Niina Katriina Sarias (* 20. August 1984 in Oulu) ist eine ehemalige finnische Snowboarderin. Sie startete in den Paralleldisziplinen und im Snowboardcross.

## Werdegang
Sarias, die für den Rukan Lumilautailijat startete, nahm im Januar 2000 in Tandådalen erstmals am Snowboard-Weltcup teil und errang dabei den 36. Platz im Parallel-Riesenslalom sowie den 34. Platz im Parallelslalom. Bei den folgenden Juniorenweltmeisterschaften 2000 in Berchtesgaden fuhr sie auf den 55. Platz im Parallel-Riesenslalom und auf den 39. Rang im Parallelslalom. In den folgenden Jahren belegte sie bei den Snowboard-Weltmeisterschaften 2001 in Madonna di Campiglio den 58. Platz im Parallel-Riesenslalom, den 51. Rang im Riesenslalom sowie den 38. Platz im Parallelslalom und bei den Juniorenweltmeisterschaften 2002 in Rovaniemi den 23. Platz im Parallel-Riesenslalom sowie den fünften Rang im Snowboardcross. In der Saison 2002/03 holte sie bei den Juniorenweltmeisterschaften 2003 in Prato Nevoso die Bronzemedaille im Snowboardcross sowie die Goldmedaille im Parallel-Riesenslalom und errang bei den Snowboard-Weltmeisterschaften 2003 am Kreischberg den 39. Platz im Parallelslalom sowie den 36. Platz im Parallel-Riesenslalom. Zudem wurde sie finnische Meisterin im Snowboardcross und im Parallel-Riesenslalom. In der folgenden Saison erreichte sie mit zwei Top-Zehn-Platzierungen den 20. Platz im Gesamtweltcup ihr bestes Gesamtergebnis im Weltcup. Bei den Juniorenweltmeisterschaften 2004 wurde sie Vierte im Snowboardcross und holte im Parallel-Riesenslalom erneut die Goldmedaille. Anfang April 2004 siegte sie bei den finnischen Meisterschaften im Parallel-Riesenslalom. 
Nachdem Sarias zu Beginn der Saison 2004/05 mit Platz sieben in Sölden ihre beste Platzierung im Weltcup errang, kam sie bei den Snowboard-Weltmeisterschaften 2005 in Whistler auf den 44. Platz im Snowboardcross, auf den 30. Rang im Parallelslalom und auf den 19. Platz im Parallel-Riesenslalom. Zum Saisonende wurde sie erneut finnische Meisterin im Snowboardcross und im Parallel-Riesenslalom. In der Saison 2005/06 absolvierte sie in Furano ihren 40. und damit letzten Weltcup, welchen sie auf dem 25. Platz im Parallel-Riesenslalom beendete und errang im Februar 2006 in Turin bei ihrer einzigen Olympiateilnahme den 24. Platz im Parallel-Riesenslalom. In den folgenden Jahren nahm sie an nationalen Rennen teil. Dabei wurde sie im März 2007 finnische Meisterin im Parallel-Riesenslalom. Ihre letzten internationalen Wettbewerbe bestritt sie bei den Snowboard-Weltmeisterschaften 2009 in Gangwon. Dort belegte sie den 50. Platz im Snowboardcross, den 48. Rang im Parallel-Riesenslalom und den 42. Platz im Parallelslalom.

## Teilnahmen an Weltmeisterschaften und Olympischen Winterspielen

### Olympische Winterspiele
- 2006 Turin: 24. Platz Parallel-Riesenslalom

### Snowboard-Weltmeisterschaften
- 2001 Madonna di Campiglio: 38. Platz Parallelslalom, 51. Platz Riesenslalom, 58. Platz Parallel-Riesenslalom
- 2003 Kreischberg: 36. Platz Parallel-Riesenslalom, 39. Platz Parallelslalom
- 2005 Whistler: 19. Platz Parallel-Riesenslalom, 30. Platz Parallelslalom, 44. Platz Snowboardcross
- 2009 Gangwon: 42. Platz Parallelslalom, 48. Platz Parallel-Riesenslalom, 50. Platz Snowboardcross

## Weltcup-Gesamtplatzierungen
| Saison    | Gesamt | Gesamt | Parallel | Parallel | Parallel-Riesenslalom | Parallel-Riesenslalom | Parallelslalom | Parallelslalom | Snowboardcross | Snowboardcross |
| Saison    | Punkte | Platz  | Punkte   | Platz    | Punkte                | Platz                 | Punkte         | Platz          | Punkte         | Platz          |
| --------- | ------ | ------ | -------- | -------- | --------------------- | --------------------- | -------------- | -------------- | -------------- | -------------- |
| 1999/2000 | 4      | 127.   | 40       | 66.      | 40                    | 65.                   | -              | -              | -              | -              |
| 200ß/01   | -      | -      | -        | -        | -                     | -                     | 92             | 63.            | -              | -              |
| 2002/03   | -      | -      | 240      | 47.      | -                     | -                     | -              | -              | -              | -              |
| 2003/04   | 63     | 20.    | 491      | 40.      | -                     | -                     | -              | -              | 290            | 43.            |
| 2004/05   | -      | -      | 1540     | 26.      | -                     | -                     | -              | -              | 112            | 45.            |
| 2005/06   | 548    | 93.    | 548      | 35.      | -                     | -                     | -              | -              | -              | -              |